# Valores cristãos

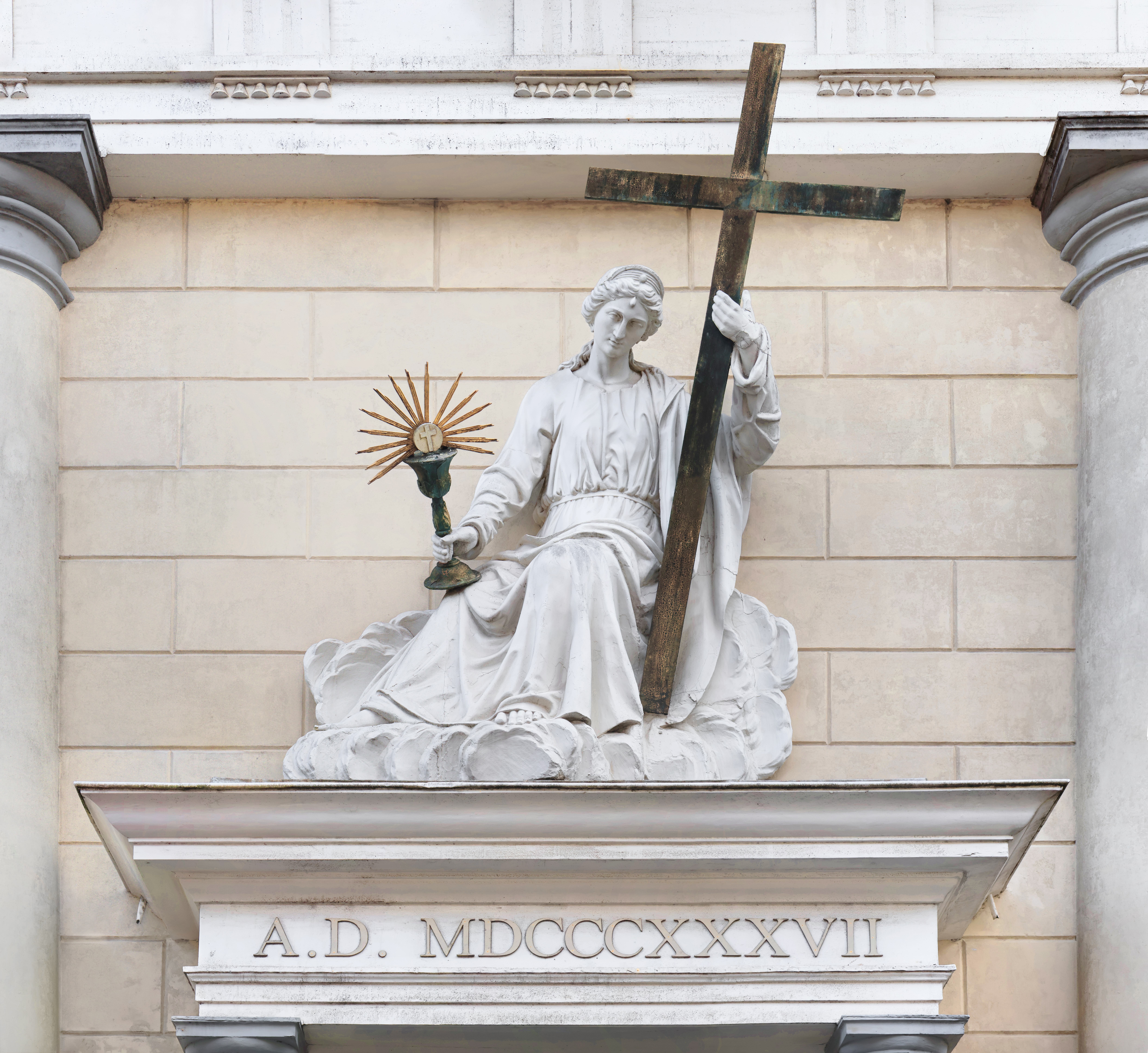
Estátua de santo segurando cruz e cibório, na fachada da Catedral de Santo Antônio em Breda.

Os valores cristãos referem-se historicamente aos valores derivados dos ensinamentos de Jesus Cristo e representam princípios morais e éticos baseados na vida e nos ensinamentos do Novo Testamento. Esses valores abrangem aspectos fundamentais da moral cristã, como amor, justiça, paz e compaixão. O termo "valores cristãos" tem múltiplas aplicações e significados, que podem variar consideravelmente entre denominações, contextos geográficos e várias escolas de pensamento teológico e filosófico.
Em algumas regiões e contextos, o termo "valores cristãos" está intimamente associado a "valores familiares" e é frequentemente usado como um eufemismo para familismo por setores da direita cristã, especialmente nos Estados Unidos. Além disso, os valores cristãos também estão ligados à identidade cristã dentro da política identitária, que busca manter e promover certos princípios e práticas em sociedades com diversidade cultural e religiosa.

## Abordagem bíblica
Desde o primeiro século, a Bíblia resume os valores cristãos no conceito do Fruto do Espírito. Esta lista, escrita pelo apóstolo Paulo em sua carta aos Gálatas,, descreve as virtudes que devem caracterizar a vida de um cristão maduro guiado pelo Espírito Santo. Os frutos do Espírito são vistos como a manifestação de uma vida transformada pela fé e pela ação do Espírito no crente, refletindo princípios fundamentais da ética cristã.
Os frutos mencionados na passagem são:
- Amor: o amor incondicional e sacrificial que se reflete nos relacionamentos com os outros, o amor ágape, que é central no cristianismo.[5][6]
- Alegria: uma alegria que vem da fé e da esperança em Deus, não dependendo de circunstâncias externas.[7]
- Paz: a paz que excede todo entendimento, uma paz interior que vem da reconciliação com Deus e com os outros.[7]
- Paciência: capacidade de suportar provações e dificuldades com coragem, sem perder a calma.[7]
- Benignidade: comportamento gentil e bondoso para com os outros, demonstrando compaixão e gentileza.[1][7]
- Bondade: a inclinação para fazer o bem, generosidade e retidão nas ações.[7]
- Fidelidade: lealdade e comprometimento com Deus e com os outros, mantendo a integridade em todos os momentos.[8]
- Gentileza: bondade e gentileza no trato com os outros, evitando agressividade e egoísmo.[1]
- Autocontrole: capacidade de controlar os próprios desejos e emoções, mantendo a disciplina.[1][7]

O conceito desses "frutos" não se refere apenas a comportamentos externos, mas também implica uma mudança interna que leva o crente a viver de acordo com os princípios de Deus, através do poder do Espírito Santo. Nesse sentido, os frutos do Espírito são evidências da vida cristã autêntica e da obra de Deus no crente.
Além disso, o apóstolo Paulo enfatiza que esses frutos não são resultado de esforços humanos, mas sim produto do Espírito Santo, que atua na vida do cristão. Assim, os valores cristãos não são impostos apenas pela vontade pessoal, mas como uma transformação divina que reflete a própria natureza de Cristo.

### Relevância teológica
Os frutos do Espírito também estão relacionados ao conceito de santificação, que é o processo pelo qual os cristãos se tornam mais semelhantes a Cristo à medida que crescem na fé. Esse processo envolve não apenas a aquisição de virtudes, mas também a renúncia ao pecado e a conformidade à vontade divina.

## Valores cristãos no contexto político atual
No século XXI, em países como Estados Unidos, Austrália e Reino Unido, as frases "valores cristãos" e "valores familiares" são usadas pela direita cristã e pelos partidos conservadores para descrever algumas ou todas as seguintes posições políticas. Esse uso político dos valores cristãos é um fenômeno significativo dentro das políticas públicas em vários contextos. A vinculação dos valores cristãos às políticas públicas tem influenciado legislações e posicionamentos sociais sobre diversas questões éticas e morais.
Interpretações conservadoras atuais dos valores cristãos incluem:
- Censura de conteúdo sexual, especialmente em filmes e televisão. Argumenta-se que uma regulamentação mais rigorosa do conteúdo cultural é necessária para proteger os valores familiares tradicionais. Nesse contexto, alguns setores promovem políticas para limitar o acesso a material considerado impróprio para menores, sob o preceito de preservação da moral cristã;[11]
- Abstinência sexual fora do casamento e educação sexual baseada apenas na abstinência.[12] Esses princípios são promovidos como parte de um esforço para fomentar uma moralidade cristã mais rigorosa na educação e na sociedade. A abstinência até o casamento é vista como um valor cristão fundamental que ajuda a reduzir a promiscuidade sexual e promove relacionamentos estáveis dentro do contexto conjugal;
- Promoção do ensino da hipótese pseudocientífica do design inteligente em escolas públicas e universidades como uma alternativa à evolução biológica. Os defensores do design inteligente argumentam que a teoria da evolução não consegue explicar completamente a complexidade da vida e propõem que um designer divino esteja por trás da criação do universo. Este tópico tem sido objeto de debate jurídico e educacional, especialmente nos Estados Unidos, onde processos judiciais foram abertos sobre se ele deveria ser ensinado como uma teoria científica em escolas públicas;[13]
- Defesa de leis contra o casamento entre pessoas do mesmo sexo. Em muitos contextos conservadores, o casamento é considerado exclusivamente entre um homem e uma mulher, de acordo com o ensinamento cristão sobre a natureza do casamento. Apesar dos avanços legislativos em apoio aos direitos LGBTQ+ em vários países, setores conservadores continuam defendendo a definição tradicional de casamento, tomando a Bíblia como base;[14]
- Apoio a leis contra a aceitação da homossexualidade na sociedade dominante, argumentando que os valores cristãos exigem uma sociedade na qual os ensinamentos bíblicos sobre sexualidade sejam respeitados.[15] Esse ponto tem sido uma questão controversa na política de muitos países, pois opõe os direitos civis e a liberdade de expressão aos ensinamentos religiosos conservadores;
- Inclusão da oração escolar organizada em escolas públicas, questão controversa em muitos países, especialmente nos Estados Unidos.[16] A oração escolar é vista por alguns como um meio de reafirmar os valores cristãos no sistema educacional. Os defensores argumentam que a inclusão da oração nas escolas públicas promove princípios morais baseados na fé cristã, enquanto os oponentes argumentam que isso pode violar os princípios do secularismo e da liberdade religiosa.[17]
- Condenação de pessoas transgênero e apoio à eliminação de seus direitos e existência na lei.[18]

Interpretações progressistas dos valores cristãos incluem:
- Acolher a todos, independentemente de gênero, orientação sexual, raça, tradição, etc.;[19]
- Reconhecer que os outros seguem seus próprios caminhos para Deus;[19]
- Esforçar-se para proteger e restaurar a integridade da Terra;[19]
- Buscar a paz e a justiça entre todas as pessoas;[19]
- Afirmar que os ensinamentos de Jesus oferecem uma das muitas maneiras de vivenciar a sacralidade da vida.[19]

## Impacto na sociedade, polêmicas e críticas
O uso de "valores cristãos" na política contemporânea tem gerado inúmeras controvérsias. Enquanto alguns vêem estas políticas como uma forma de preservar a moralidade e as tradições, outros vêem-nas como uma tentativa de impor uma visão religiosa a uma sociedade cada vez mais diversificada e secular. As tensões entre o secularismo e a influência religiosa na esfera pública levaram a debates judiciais e sociais em muitos países, onde se discutem os limites da liberdade religiosa e a inclusão de valores religiosos na esfera pública.
Por exemplo, nos Estados Unidos, as batalhas judiciais sobre a oração nas escolas e o ensino do design inteligente nas escolas públicas refletem a disputa em curso sobre o lugar dos valores cristãos na educação e na legislação. Esses casos geraram decisões judiciais importantes que definiram até que ponto os valores religiosos podem ser integrados às instituições públicas. Em outros contextos, como na Europa, a crescente diversidade religiosa e cultural tem levantado preocupações sobre a imposição de valores cristãos a populações não cristãs, provocando debates sobre inclusão e igualdade de direitos entre grupos religiosos.
A questão de quais valores devem prevalecer em uma sociedade democrática, especialmente uma com uma população diversa, é central para esses debates. Por um lado, os defensores dos valores cristãos argumentam que esses princípios são fundamentais para o bem-estar social, a coesão e a ordem moral. Acredita-se que os ensinamentos cristãos sobre amor ao próximo e justiça social contribuem positivamente para a estabilidade da sociedade. Por outro lado, os críticos argumentam que promover esses valores exclusivamente na esfera pública pode levar à discriminação contra aqueles que não compartilham as mesmas crenças, especialmente minorias religiosas e não crentes.
O conceito de "valores cristãos" tem sido amplamente debatido, especialmente no contexto de políticas públicas. Enquanto para alguns é um princípio unificador em torno da ética e moralidade cristãs, para outros pode ser percebido como um esforço para impor uma agenda religiosa conservadora em sociedades cada vez mais diversas e pluralistas.
As críticas à politização dos valores cristãos incluem preocupações com o secularismo e a liberdade religiosa, bem como o risco de marginalizar pessoas que não compartilham as mesmas crenças religiosas. A imposição de princípios religiosos na esfera pública pode entrar em conflito com o direito à liberdade religiosa e a necessidade de uma separação clara entre religião e Estado, um princípio fundamental em muitas democracias contemporâneas. Em alguns casos, argumenta-se que o uso político de valores cristãos pode minar o pluralismo e a tolerância ao colocar em risco a igualdade de pessoas que praticam religiões diferentes ou que são irreligiosas.
Além disso, os defensores do secularismo argumentam que uma forte influência religiosa na política pode restringir os direitos das mulheres, pessoas LGBTQ+ e outros grupos que historicamente foram marginalizados em sociedades mais conservadoras. Esses grupos podem ver seus direitos ameaçados por políticas baseadas em interpretações religiosas que não levam em consideração as necessidades e os direitos de todos os cidadãos.
A discussão sobre os valores cristãos e seu lugar na política continua sendo um tema central de debate no contexto da globalização e da crescente diversidade cultural e religiosa ao redor do mundo. À medida que as sociedades se tornam mais multiculturais, o desafio de conciliar crenças religiosas com princípios democráticos e equidade se torna mais complexo.